# Шарл дьо Торнако
Шарл дьо Торнако (на френски: Charles de Tornaco) е бивш пилот от Формула 1. Роден на 14 септември 1918 г. в Синт Янс - Моленбек, Белгия.

## Формула 1
Шарл де Торнако прави своя дебют във Формула 1 в Голямата награда на Белгия през 1952 г. В световния шампионат записва 4 състезания като не успява да спечели точки, състезава се с частен Ферари.